# Deinopidae
Deinopidae zijn een familie van spinnen. De familie telt 4 beschreven geslachten en 57 soorten.

## Geslachten
- Avella O. P.-Cambridge, 1877
- Avellopsis Purcell, 1904
- Deinopis MacLeay, 1839
- Menneus Simon, 1876

## Taxonomie
Voor een overzicht van de geslachten en soorten behorende tot de familie zie de lijst van Deinopidae.